# Aeolian Research
Aeolian Research is een internationaal, aan collegiale toetsing onderworpen wetenschappelijk tijdschrift op het gebied van de aardwetenschappen.
De naam wordt in literatuurverwijzingen meestal afgekort tot Aeolian Res.
Het wordt uitgegeven door Elsevier.